# الكبة (ذي السفال)

تعديل مصدري - تعديل

الكبة محلة تابعة لقرية حبير، التابعة لعزلة حبير بمديرية ذي السفال إحدى مديريات محافظة إب في الجمهورية اليمنية، بلغ تعداد سكانها 99 حسب تعداد اليمن لعام 2004.